# Fanariotas
Os fanariotas (em grego: Φαναριώτες; em romeno: fanarioţi) foram um grupo de famílias gregas proeminentes que residiam originalmente em Fanar (o moderno Fener), o principal distrito grego de Constantinopla (Istambul), onde se localiza o Patriarcado Ecumênico. Os fanariotas dominaram a administração do Patriarcado e intervieram frequentemente na eleição dos prelados, incluindo o Patriarca Ecumênico, que tem o status de "primus inter pares" entre os bispos ortodoxos gregos.
Durante o século XVIII, alguns membros dessas famílias, que tinham acumulado grandes fortunas, ascenderam a posições de grande importância no Império Otomano, como intérpretes principais da Sublime Porta, compartilhando com o ministro das relações exteriores otomano a direção da política externa do império; como intérpretes do capitão paxá (almirante da frota otomana), exercendo funções governamentais nas ilhas da Frota Otomana e também entre os anos [[1711-1716 e 1821, foram nomeados "gospodaros" ou hospodares (voivodes ou príncipes) dos principados Danubianos (Moldávia e Valáquia), esse período é geralmente chamado de "era fanariota" na história da Romênia.
Juntamente com os dignitários da Igreja e as pessoas influentes das províncias, os fanariotas representavam a classe dominante grega durante o reinado otomano, até a Guerra da Independência da Grécia. Durante a guerra da independência, os fanariotas desempenharam um papel importante e influenciaram as decisões da Assembleia Nacional, o órgão representativo dos revolucionários gregos, que se encontraram seis vezes entre os anos 1821 e 1829.

## Aumento da influência grega no Império Otomano
Após a conquista otomana de Constantinopla em 1453, quando o sultão virtualmente substituiu o imperador bizantino "de facto" e "de jure" entre os moradores cristãos, o patriarca ecumênico foi reconhecido pelo sultão como líder nacional e religioso dos gregos e das outras etnias da fé ortodoxa grega. O Patriarcado tornou-se mais importante e ocupou um papel fundamental entre os cristãos do Império, porque os otomanos não distinguiram legalmente entre nacionalidade e religião, então consideraram todos os cristãos ortodoxos do Império um único entidade.
A posição do Patriarcado no Estado otomano estimulou projetos de revitalização gregos, centrados na ressurreição e revitalização do Império Bizantino. O Patriarca e os dignitários da Igreja constituíram o primeiro centro de poder para os gregos no Estado otomano, um centro que conseguiu infiltrar-se nas estruturas do Império Otomano, atraindo também a antiga nobreza bizantina.
Como resultado do fanariota e administração eclesiástica, os gregos atingiram o zênite de seu poder, no século XVIII, tornando-se o grupo étnico mais influente entre os sujeitos do Império. Isso nem sempre foi o caso no Império Otomano, já que no século XVI os sérvios e os búlgaros eram os mais importantes nos assuntos do Estado otomano. Ao contrário dos gregos, os eslavos, em particular os sérvios, eram mais receptivos à conversão para o Islã, com a finalidade de aproveitar todos os direitos da cidadania otomana e sempre tendiam a obter posições importantes dentro do exército.
Ao longo do tempo, a presença eslava dentro da administração tornou-se um incômodo para os líderes otomanos, pois eles tenderam a oferecer seu apoio ao exército Habsburgo no contexto das guerras do século XVII. Até o século XVII, o patriarca grego de Constantinopla tornou-se o líder religioso e administrativo absoluto dos assuntos cristãos do Império Otomano, independentemente da sua origem étnica. Todos os patriarcados ortodoxos que antes eram independentes, incluindo o patriarcado sérvio renovado em 1557, ficaram sob a autoridade da Igreja grega.
Além disso, desde o século XVII, os otomanos enfrentavam problemas na sua política externa, e não era tão fácil impor condições aos seus vizinhos; A porta foi forçada pela primeira vez a participar de negociações diplomáticas. Devido à tradição otomana de ignorar as línguas e as culturas da Europa Ocidental, os oficiais otomanos não conseguiram lidar com tais assuntos.6 O Portão designou os gregos como embaixadores, já que eles eram considerados os mais educados do Império. Como resultado, as chamadas "fanariotas", famílias gregas de Constantinopla, ocuparam posições importantes de secretários e intérpretes para oficiais otomanos.
Dois grupos sociais gregos emergiram e responderam à liderança da Igreja grega. Essas poderosas classes sociais foram os Phanariots em Constantinopla e os homens influentes das províncias helénicas. De acordo com Constantine Paparregopoulus, historiador grego principal, os Phanariots inicialmente buscaram as posições seculares mais importantes dentro do Tribunal Patriarcal e, dessa forma, poderiam freqüentemente intervir na eleição dos bispos, bem como em decisões importantes do Patriarca. 9 mercadores e clérigos gregos de origem bizantina, que haviam acumulado grande prosperidade econômica e influência política, e que conheciam como "fanariotas", instalados no distrito localizado no extremo noroeste de Constantinopla, que havia chegado para ser crucial para os interesses gregos, após o estabelecimento da sede do Patriarca em 1461 (pouco depois da conversão de Hagia Sophia em uma mesquita).

## Os fanariotas como funcionários importantes
Durante o século XVIII, os fanariotas surgiram como um grupo hereditário clerical-aristocrático, dirigindo os assuntos do Patriarcado e tornando-se o poder político dominante na comunidade grega de terras do Império Otomano. Ao longo do tempo, eles se tornaram um fator político muito importante dentro do Império e, como agentes diplomáticos, desempenharam um papel considerável nos assuntos do Reino Unido, da França ou do Império Russo.
Os fanariotas vieram competir por cargos administrativos otomanos muito importantes, que incluíam a cobrança de impostos imperiais, a administração de monopólios comerciais, o trabalho com contratos em várias empresas, sendo fornecedores para a Corte e até mesmo os donos dos dois Principados Danubianos - Moldávia e Valáquia. Ao mesmo tempo, eles entraram em negócios separados, adquirindo controle sobre o comércio de trigo do Mar Negro. Os fanariotas conseguiram expandir suas atividades econômicas no início para o Reino da Hungria, e depois para todos os estados da Europa Central. Essas atividades intensificaram seu contato com as nações do Ocidente, tornando-se familiar com as línguas e culturas europeias.
Pouco antes da Guerra da Independência da Grécia, os fanariotas se estabeleceram como elite política da cidade grega. De acordo com Paparregopoulos, foi uma evolução natural, dada a educação de Phanariotas e sua experiência na supervisão de vastas regiões do Império. Svoronos argumentou ainda que subordinavam sua identidade nacional à identidade de sua classe, já que seu único objetivo era alcançar Coexistência pacífica entre o conquistador e o conquistado; Svoronos pensa que, dessa forma, os fanariotas não conseguiram enriquecer a identidade nacional grega e perderam terreno diante de grupos que evoluíram graças ao confronto com o Império Otomano, primeiro os cleftes e depois o armatolo.